# FIFA 09
FIFA 09 — футбольная игра из серии игр FIFA, издаваемая Electronic Arts. Как и прошлые игры серии, разрабатывалась EA Canada и издана Electronic Arts под брендом EA Sports. Слоганом игры является фраза «Let’s FIFA 09» («Сыграем в FIFA 09»), используемая в качестве логотипа на сайте игры. Официальный релиз состоялся 2 октября 2008 года в Австралии, но ещё в конце сентября некоторые пользователи начали получать свои копии по сделанным заранее предзаказам. Демоверсия для PC, Xbox 360 и PlayStation 3 появилась 11 сентября 2008 года.

## Особенности игры
В одном из своих интервью продюсер игры Дэвид Руттер (David Rutter) отмечает, что Electronic Arts внимательно отнеслась к пожеланиям фанатов и высказанным предложениям. Результатом этого стали 250 ключевых изменений и улучшений, изменивших игру.
Некоторые изменения, которые впервые коснулись серии FIFA, уже были опробованы в игре UEFA Euro 2008 от Electronic Arts. Именно там разработчики впервые добавили в игру погодные условия, которые влияют на ход поединка: мяч может неожиданно застрять в луже, а футболисту сложней бежать по намокшему газону. В FIFA 09 также имеется динамическая смена времени суток: матч может начаться вечером, при закате, а продолжаться уже ночью, при искусственном освещении.
Внесены изменения в расчёт силы футболистов. При каждом действии игрока, будь это удар или борьба за мяч, рассчитывается его сила применяемая именно к этому действию, она будет зависеть не только от его навыков, но и от веса и роста. При таких расчётах нельзя быть уверенным, что сильный защитник выиграет 100 % единоборств, что делает игру более интересной, непредсказуемой и приближённой к реальности.
Поведение игроков во Внутриигровых видео (cut-scenes) напрямую зависит от того, как проходит игра. Например, сыгравший хорошо игрок может быть недоволен заменой и уходить с поля раздосадованным, или наоборот, забивший важный гол игрок может уходить с поля под овации трибун.
Введён новый режим управления — клавиатура + мышь (движение регулируется клавиатурой, а удары пасы, финты и т.д — мышью)

### Adidas Live Season
Adidas Live Season — особая функция игры в версиях для PC, Xbox 360 и PlayStation 3. Специальная команда футбольных экспертов отслеживает изменения формы игроков в различных лигах и еженедельно переносит эти изменения в игру, в результате чего виртуальные копии футболистов будут выступать так же, как их реальные прототипы. Эта функция доступна для лиг Германии, Англии, Франции, Италии, Испании и Мексики.
Функция платная, но в то же время всем игрокам предложено выбрать одну лигу — бесплатно, для ознакомления. Покупать лиги можно как по одной, так и все сразу.

### FIFA 09 Clubs
10 сентября EA Sports анонсировали новый режим игры, названный FIFA 09 Clubs. Режим является многопользовательским и доступен только на консолях Playstation 3 и XBox 360. Его смысл заключается в том, чтобы позволить игрокам создавать и/или присоединяться к уже созданным «клубам» по всему миру. В результате получится множество клубов, в которых игроки смогут проводить матчи в режиме «Be A Pro: 10 на 10» — 20 разных людей, на 20 разных консолях по всему миру — в одном матче FIFA 09.
Среди «клубов» будет проводиться соревнование, чтобы определить лучший «клуб» в мире. «Клубы» получают очки за проведённые игры и исходя из этого располагаются в дивизионах. «Клубы» могут быть отправлены в более низкий дивизион или наоборот, в высший, исходя из их выступлений. К тому же, в режиме FIFA 09 Clubs будет должность «клубного менеджера», который сможет просматривать статистику игроков других команд и переманивать игроков себе в команду, чтобы создать самый боеспособный коллектив.

## Особенности версий для разных платформ

### PlayStation 3
Среди ключевых изменений заявлены: новая технология анимации, новая технология ударов по воротам и передач в одно касание, усовершенствованный процесс ведения мяча, улучшенный приём мяча. Движок игры, использующий все возможности консоли, ещё лучше передаёт все игровые моменты — столкновения игроков, борьбу за мяч, а также позволяет производить различные варианты подкатов.
Продюсер игры Дэвид Руттер (David Rutter) также заметил, что у пользователей PS3 будет возможность сыграть в эксклюзивный игровой режим — FIFA Interactive World Cup 2009 (виртуальный футбольный чемпионат, официально одобренный и поддерживаемый FIFA).

### XBOX 360
Версия игры для XBOX 360 включает в себя те же ключевые изменения, что и PS3-версия, то есть использует next-gen движок игры на полную мощность. Единственное отличие от PS3-версии заключается в отсутствии эксклюзивного игрового режима. Пользователь впервые сможет заниматься расширенной настройкой поведения игроков на поле и определением стратегии игры, в любой ситуации изменяя стратегию и схему расстановки игроков по своему усмотрению. Дальнейшее развитие получил режим «Профессионалы»: создавая своего собственного футболиста, его можно теперь развивать не 1 год, как раньше, а 4, чтобы в конце он стал легендой национального футбола. Впервые в игре точно передана атмосфера самого матча: на поле присутствуют главный судья и боковые судьи, а болельщики на стадионе ведут себя относительно реалистично.

### Wii
Версия игры для приставки Wii носит название «FIFA 09 All-Play» и включает в себя 2 различных режима игры. Один из них — классический матч 11 на 11, а другой — матчи в аркадном стиле с карикатурными персонажами, среди которых легко узнаются звёзды мирового футбола. Специально для «FIFA 09 All-Play» был разработан новый вид управления — пользователь может настраивать сложность под себя, упростив управление до нажатия всего одной кнопки и использования максимального количества подсказок в игре.
Также было заявлено, что игра поддерживает контроллер Nintendo GameCube.

### PC
По заявлению разработчиков, версия для персонального компьютера хоть и вышла на старом физическом движке, но игра использует улучшенную графику. Об изменениях в геймплее разработчики говорят только то, что в игре множество улучшений по сравнению с прошлыми версиями. Одним из нововведений стало использование мыши, как игрового контроллера. В меню игры встроены специальные виджеты, позволяющие прямо из главного меню узнавать о футбольных новостях и подключаться к сетевым сервисам игры.
В версии для PC также заявлен особый режим «интерактивный чемпионат», включающий в себя 61 турнир, а пользователь сможет создавать свои собственные состязания.

### PlayStation 2
В отличие от остальных платформ графика слабее, интерфейс чуть-чуть изменился, а в основном от предыдущих движков графика лучше.
Это вызвало недовольство некоторых людей, но есть и фанаты PS2 версии.

## Саундтрек
Официальный саундтрек был обнародован 14 августа. В него входят 42 трека от исполнителей из 21 страны мира.

| - Caesar Palace — 1ne - Chromeo — Bonefied Lovin'\|Bonafied Lovin' (Yuksek Remix) - Cansei de Ser Sexy — Jager Yoga - Curumin — Margrela - Cut Copy — Lights and Music - Damien Marley — Something for you (Loaf of bread) - Datarock — True Stories - DJ Bitman — Me Gustan - Duffy — Mercy - Foals — Olympic Airway - Gonzales — Working Together (Boyze Noise remix) - Hot Chip — Ready for the Floor (Soulwas remix) - Jacobinarina — I’m a Villain - Junkie XL — Mad Pursuit - Jupiter One — Platform Moon - Kasabian — Fast fuse - Ladytron — Runaway - Люкке Ли — I’m Good I’m Gone - Macaco — Moving' - MGMT — Kids - My Federation — What Gods are These | - Najwajean — Drive Me - Plastilina Mosh — Let U Know - Radiopilot — Fahrrad - Reverend and the Makers — Open Your Window - Sam Sparro — Black and Gold - Señor Flavio — Lo Mejor Del Mundo - Soprano — Victory - The Airborne Toxic Event — Gasoline - The Black Kids — I’m Not Gonna Teach Your Boyfriend How To Dance With You (The Twelves Remix) - The Bloody Beetroots — Butter - The Fratellis — Tell Me A Lie - The Heavy — That Kind Of Man - The Kissaway Trail — 61 - The Kooks — Always Where I Need To Be - The Pinker Tones — The Whistling Song - The Script — The End Where I Begin - The Ting Tings — Keep Your Head - The Veronicas — Untouched - The Whip — Muzzle #1 - Tom Jones — Feels Like Music (Junkie XL Remix) - Ungdomskulen — Modern Drummer |

## Отзывы
| Сводный рейтинг | Сводный рейтинг | Сводный рейтинг | Сводный рейтинг | Сводный рейтинг |
| Издание         | Оценка          | Оценка          | Оценка          | Оценка          |
| Издание         | PC              | PS3             | Wii             | Xbox 360        |
| --------------- | --------------- | --------------- | --------------- | --------------- |
| GameRankings    | 75,90 %         | 87,09 %         | 79,18 %         | 88,21 %         |